# Velikie Luki
Velikie Luki (în rusă Великие Луки) este un oraș din regiunea Pskov, Federația Rusă și are o populație de 104.979 locuitori.

## Personalități născute aici
- Konstantin Rokosovski (1896 - 1968), mareșal rus de origine poloneză.